# Palazzo Massimo alle Terme

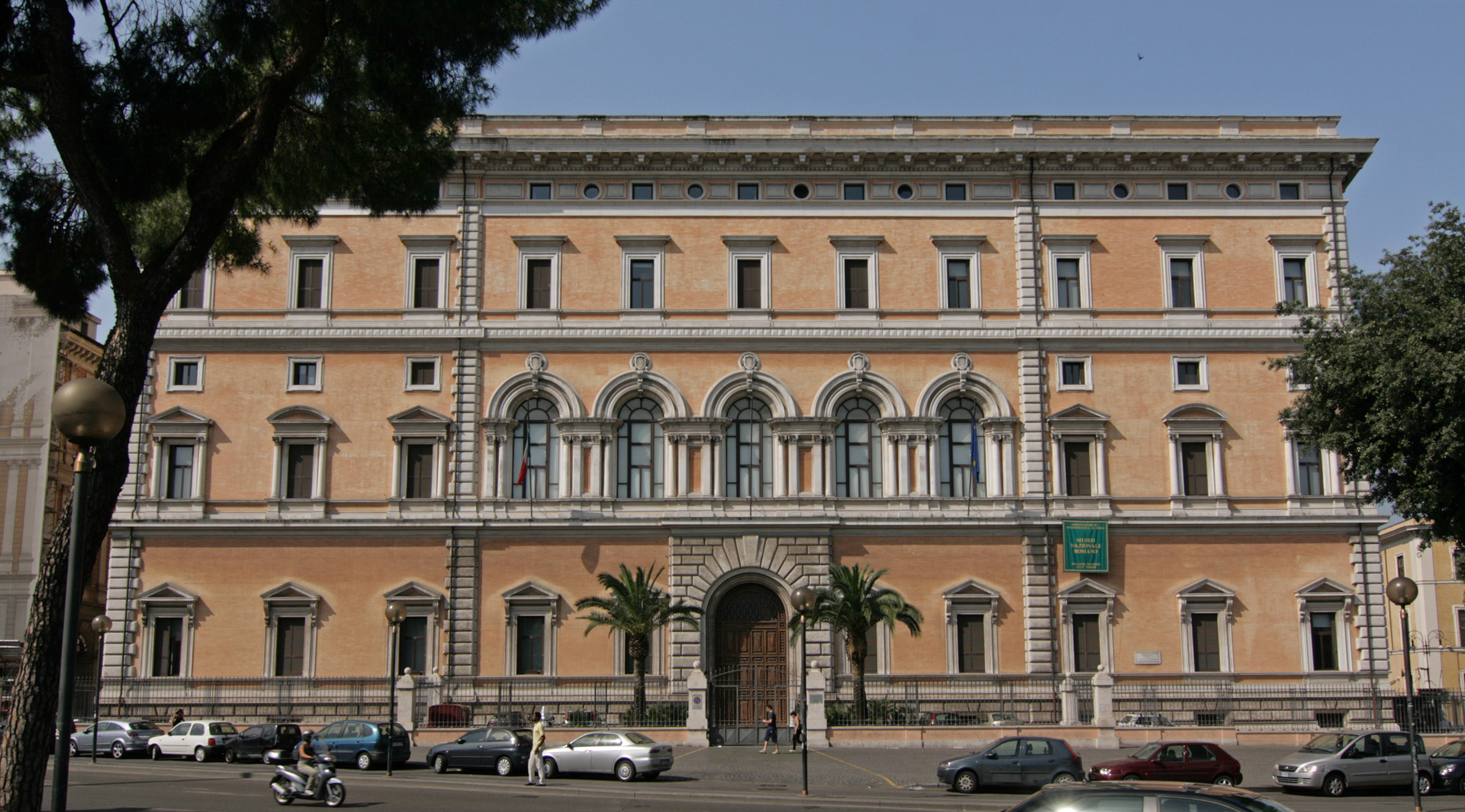
Fachada principal de frente para a Piazza dei Cinquecento.

Palazzo Massimo alle Terme é um palácio neorrenascentista localizado no Largo di Villa Peretti, no rione Castro Pretorio de Roma, de frente para a Piazza dei Cinquecento e ao lado da estação Roma Termini. É uma das quatro sedes do Museu Nacional Romano, um dos mais importantes da cidade, juntamente com o Palazzo Altemps, a Cripta de Balbo e as Termas de Diocleciano.

## História

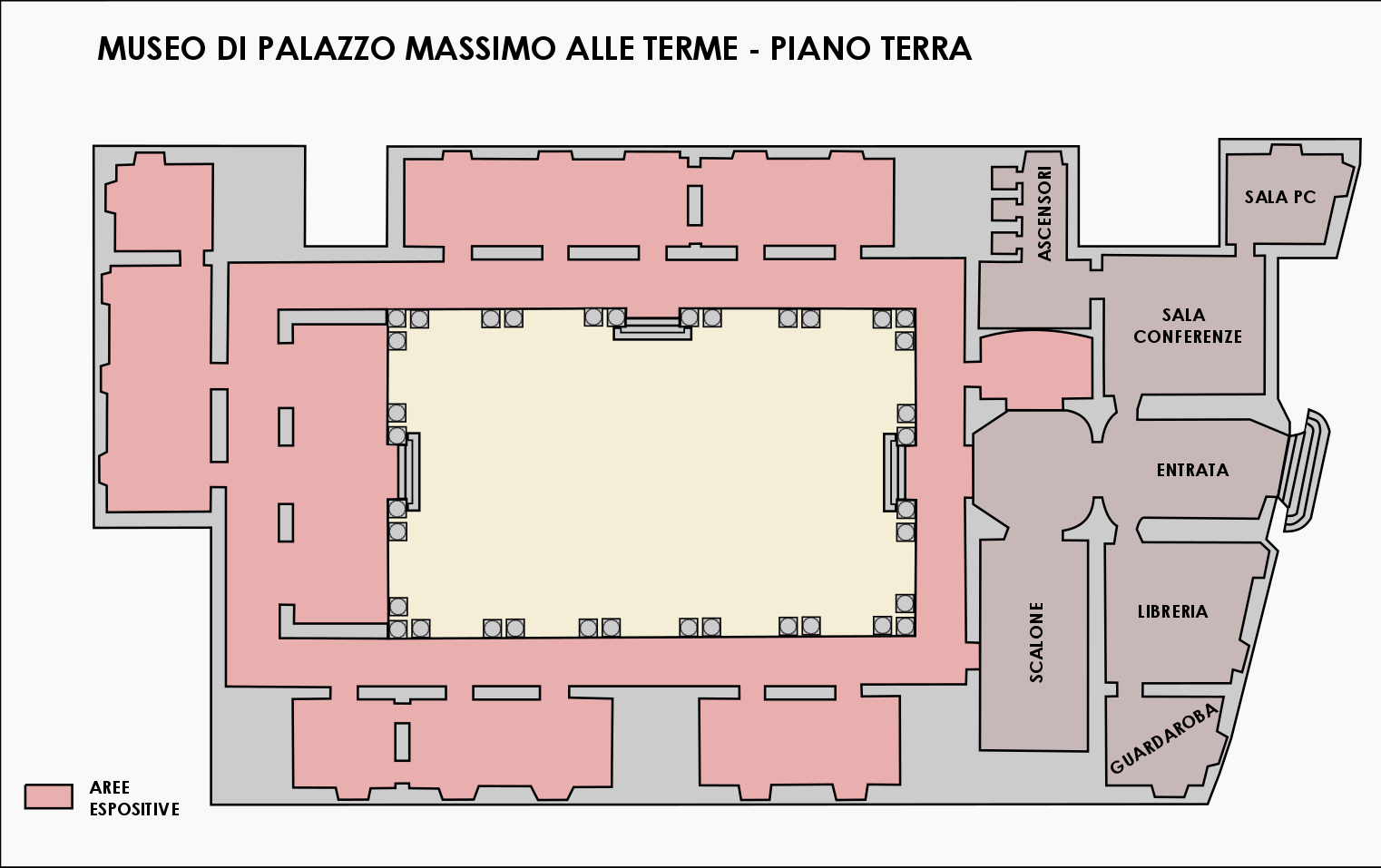
Diagrama do piso térreo. A Piazza dei Cinquecento está embaixo.

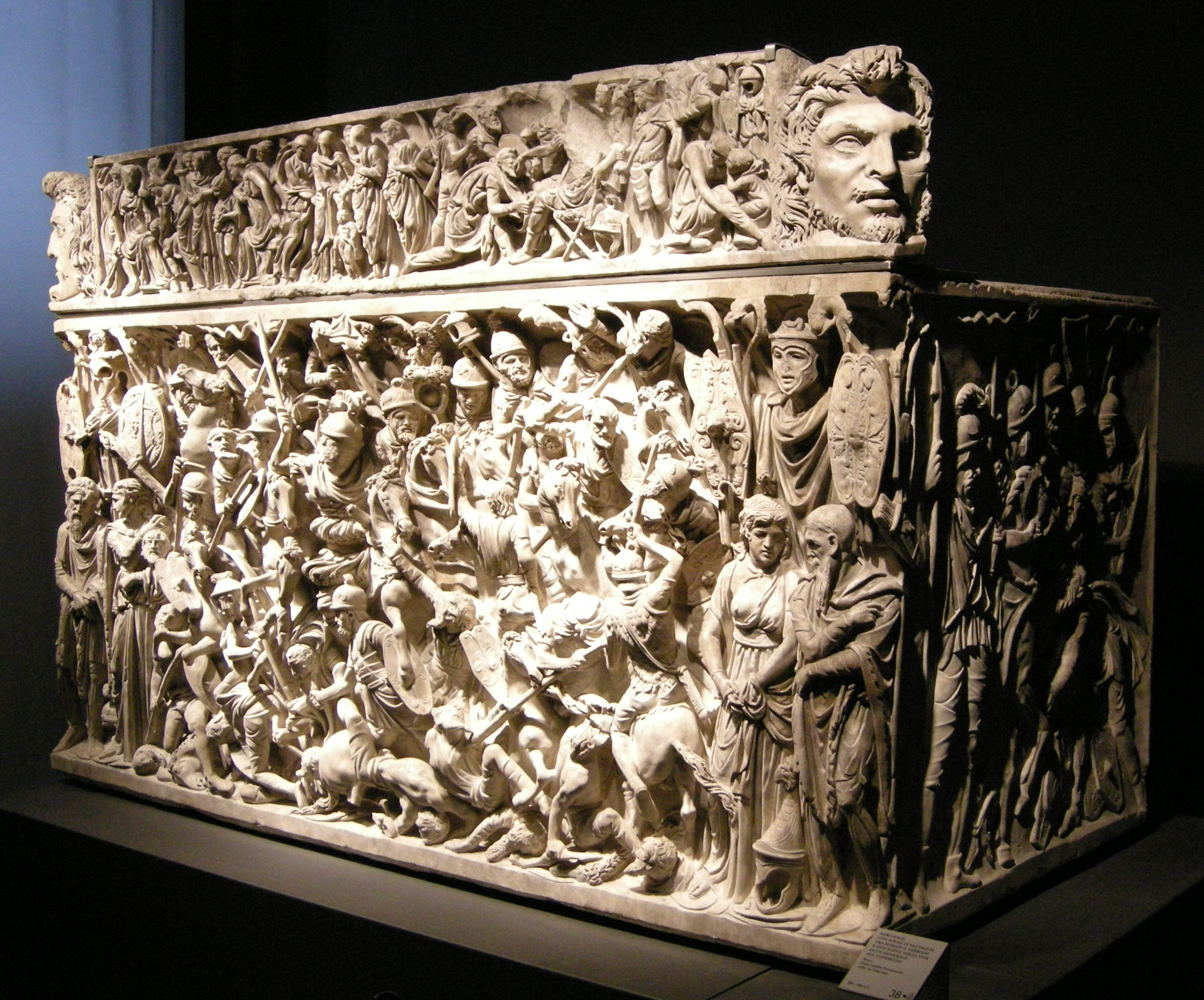
Sarcófago de Portonaccio.

Este palácio foi construído pelo arquiteto Camillo Pistrucci entre 1883 e 1886 no local onde ficava o Palazzo di Sisto V alle Terme, o palacete e último edifício a ser demolido da grandiosa Villa Peretti-Montalto, propriedade desde 1789 da família Massimo, que consideravam-na uma expansão de sua própria villa perto de San Giovanni in Laterano. Em 1843, a propriedade foi considerada como uma grande fazenda ao invés de uma villa nobre pelo rev. Jeremiah Donovan. Quase toda a villa foi desapropriada para permitir o loteamento urbano e, especialmente, para permitir a construção da gigantesca estação Roma Termini. Por conta disto, a villa e seus imóveis foram foi sendo gradualmente demolidos e aos Massimo restaram, na prática, cerca de 8 000 m2, sobre os quais foi construído o Palazzo Massimo alle Terme. Em 1883, um obelisco foi encontrado perto da igreja de Sant'Ignazio, originalmente erigido em Heliópolis, no Egito, pelo faraó Ramessés II. Quatro anos depois, ele foi colocado em frente à nova estação Roma Termini e, em 1924, acabou sendo realocado para uma praça na frente do Palazzo Massimo, quando ficou conhecido como Obelisco de Dogali por estar acima de um pequeno monumento dedicado aos 500 soldados italianos que morreram em janeiro de 1887 em Dogali, hoje na Eritreia, na África. Estes quinhentos também são homenageados pelo nome da praça, Piazza dei Cinquecento ("Praça dos Quinhentos").
O proprietário do edifício, o sacerdote jesuíta Massimiliano Massimo, último descendente da família, transformou-o na nova sede do Collegio dei Gesuiti, que, em 1871, depois da conquista dos Estados Papais pelo Reino da Itália e da transformação de Roma na nova capital do reino, foram despejados de sua antiga sede, o Palazzo del Collegio Romano, o antigo convento de Sant'Ignazio. Por conta disto, o palácio ficou conhecido como Istituto Massimiliano Massimo, que permaneceu no local até 8 de dezembro de 1960, quando se mudou para uma nova sede, muito maior, na EUR. Depois de um período de abandono, o edifício foi adquirido em 1981 pelo estado italiano e restaurado para ser utilizado como museu, inaugurado em 1998 e que hoje abriga as seções de arte antiga, numismática e ourivesaria do Museu Nacional Romano. Nos quatro pisos estão esculturas, afrescos, mosaicos, moedas e jóias em ouro que abarcam um período entre o século II a.C. e o século V d.C..

## Descrição
O palácio em si, cuja entrada fica no Largo di Villa Peretti, tem quatro fachadas de proporções bem definidas e harmônicas, marcadas por cornijas marcapiano entre as janelas de vários estilos (com tímpanos e molduras simples) e bem delimitadas por rusticações nos cantos. Além do Largo di Villa Peretti, o terreno está delimitado ainda pela Via Giovanni Amendola e pela Via d'Azeglio.

## Coleções

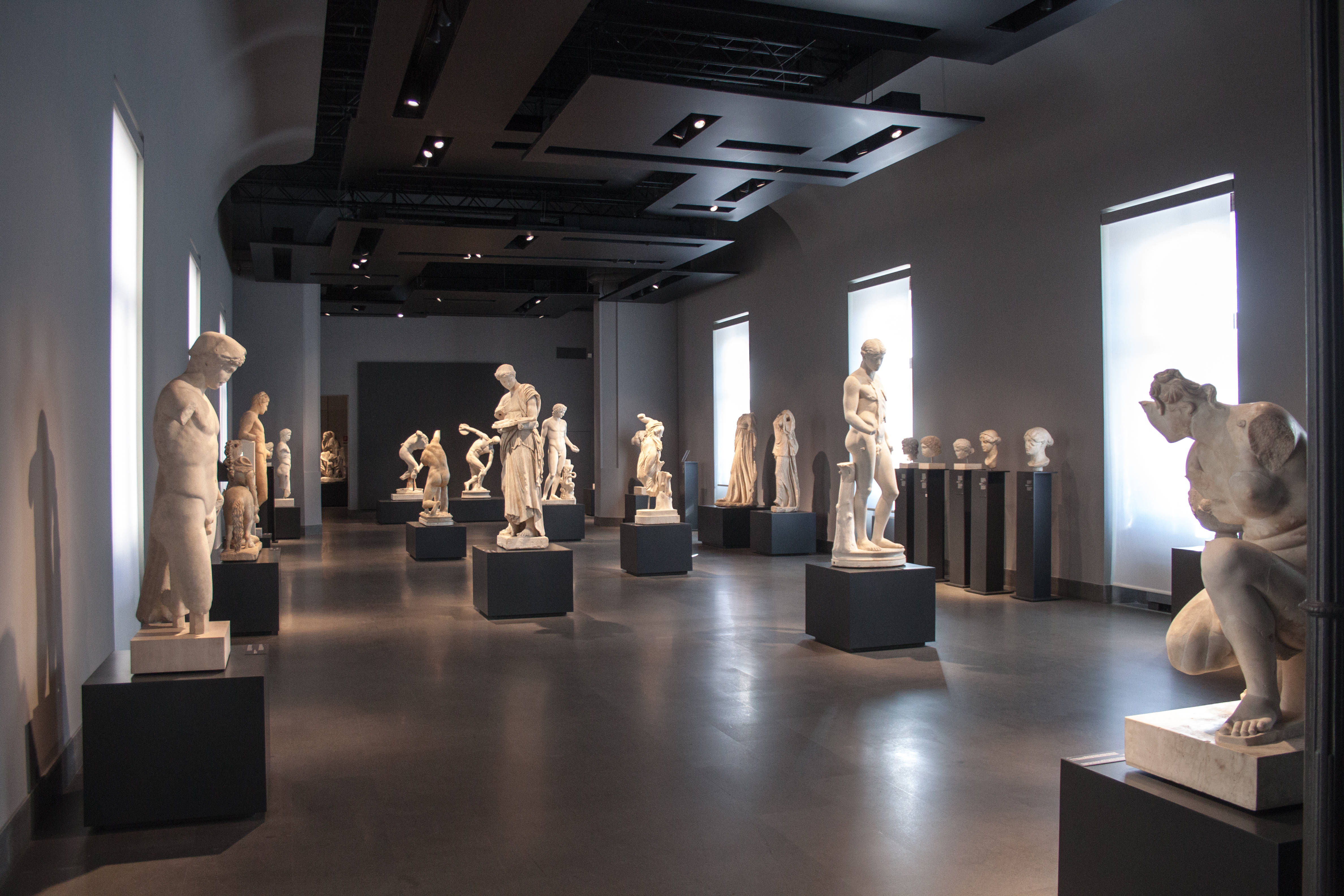
Vista de um dos ambientes no primeiro piso.

Nas exposições do piso térreo é possível acompanhar a evolução dos retratos romanos do final do período republicado até o início do imperial, com destaque para os retratos da família de Augusto e a estátua do imperador como pontífice máximo conhecido como "Augusto da Via Labicana". Entre as obras originais gregas importadas para Roma estão a "Níobes dos Jardins Salustianos" e estátua de bronze "Pugilista do Quirinal". O tema prossegue no primeiro piso, onde está ilustrado o desenvolvimento dos retratos da época da dinastia flávia até o final do império. Um amplo espaço é dedicado à escultura "ideal" representada pelos deuses e outros personagens mitológicos. Entre as obras-primas da estatuária que decorava as residências imperiais se destacam a "Donzela de Anzio" e as cópias romanas de das mais célebres obras gregas, o "Discóbulo Lancellotti", a "Afrodite Agachada", "Afrodite de Menofanto" e o "Hermafrodita Dormindo". Notáveis também são as esculturas em bronze que decoravam os "Barcos do Nemi" e o "Sarcófago de Portonaccio". No segundo piso, afrescos, estuques e mosaicos revelam os principais elementos decorativos das residências romanas mais ricas. Uma importante recomposição reconstruiu os ambientes da Villa di Livia a Prima Porta e da Casa da Farnesina em suas dimensões originais. Estão expostos também alguns exemplos de pavimentos em mosaico da época republicana, em branco e preto com a imagem central policromática e pavimentos com imagens mais elaboradas da época imperial.
Finalmente, o piso subsolo é dedicado à coleção numismática do Museu Nacional Romano, com um percurso dividido nas etapas mais importantes da história econômica da Itália. Estão expostas moedas que testemunham o seu uso da antiguidade até a época moderna. São muitos os exemplares únicos e raros vindos das diversas coleções incorporadas pelo museu, como a do antigo Museo Kircheriano, a coleção Gnecchi e a coleção do rei Vittorio Emanuele II. O luxo e a ourivesaria estão documentados por itens famosos, como a "Gema de Aspasios" e pelos bens recuperados em suntuosas sepulturas, com a o da famosa "Menina de Grottarossa", expostos juntamente com a "múmia" da garota, o único exemplo romano de embalsamação. Uma seleção de objetos dedicados ao uso diário e costumeiro dos romanos ilustra a difícil vida cotidiana na antiguidade. Os precisos cetros na Sala das Insígnias Imperiais enriquecem ainda mais a imagem dos "sinais de poder" da época romana.